# Ống nhòm

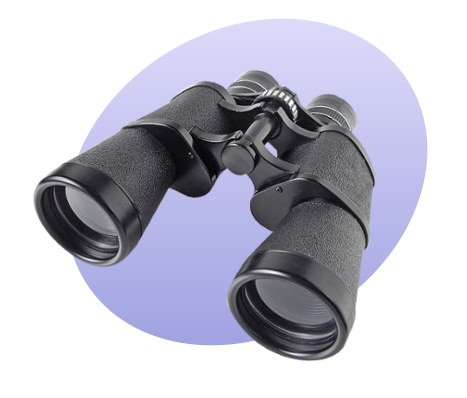
Ống nhòm

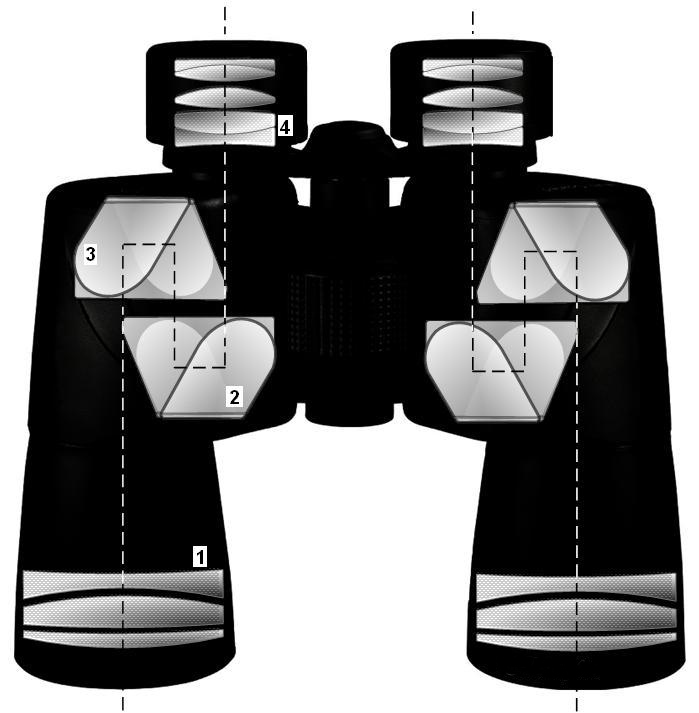
Cấu tạo của ống nhòm.
1 - Vật kính
2-3 - Lăng kính
4 Thị kính

Ống nhòm, còn gọi là ống ngắm hay con mắt xa hoặc ống dòm, là một hệ hai kính viễn vọng quang học được gắn cạnh nhau và cùng hướng, cho phép người quan sát đặt cả hai mắt để quan sát các vật ở xa để có tầm nhìn rộng hơn(một số loại dùng cho du lịch thường có 1 mắt hoặc có thể gấp lại được). Cấu tạo gồm vật kính, thị kính và thường có thêm hệ thống lăng kính đảo ảnh . Vật kính bao gồm một thấu kính hội tụ, thị kính là thấu kính hội tụ có tiêu cự nhỏ nhất nhưng sẽ làm hình ảnh bị ngược nên cần thêm lăng kính đảo ảnh, còn đơn giản hơn là thị kính làm từ thấu kính phân kì có kích thước nhỏ nhất để làm thị kính mà không bị đảo ảnh với chi phí thấp(tuy nhiên lại ít được sử dụng vì khó căn chỉnh và độ phóng đại thường thấp). Có nhiều loại ống nhòm được dùng phổ biến trong thiên văn, trong săn bắn, quân sự và đời sống
Loại ống nhòm được sử dụng trong quân sự thường có độ phóng đại cao và thường là ống nhòm hồng ngoại

## Cấu tạo
Gồm một hệ thống hai thấu kính hội tụ đặt đồng trục.
- Vật kính L1: tiêu cự f1 rất dài (vài mét)
- Thị kính L2: tiêu cự f2 ngắn (vài cm) và được sử dụng như kính lúp

Khoảng cách giữa thị kính và vật kính thay đổi được.